# 부용찬
부용찬(夫用贊, 1989년 12월 27일~)은 대한민국의 남자 배구 선수이며, 안산 OK금융그룹 읏맨의 선수이다. 2011-2012 신인 드래프트에서 전체 3순위로 구미 LIG손해보험 그레이터스에 입단하였으며, 이선규의 보상선수로 대전 삼성 블루팡스로 이적하였다. 이후 송희채의 보상선수로 안산 OK저축은행 러시앤캐시로 이적하였다. 본관은 제주이다.

## 클럽 경력

### LIG손해보험/KB손해보험 시절
2011-12시즌 신인드래프트에서 1라운드 3순위로 지명되어 입단하였다. 입단후 신인 임에도 불구하고 주전 리베로로 뛰었다.

### 삼성화재 시절
대전 삼성화재 블루팡스에서 FA로 풀려 의정부 KB손해보험 스타즈로 이적한 이선규의 보상선수로 대전 삼성화재 블루팡스로 이적하였다. 이적 후 2시즌째인 2017-18시즌에 팀의 정규리그 11연승과 함께 2위를 기록하는데 큰 활약을 하였다. 하지만 시즌 종료후 FA로 풀린 송희채의 보상선수로 또다시 안산 OK저축은행 러시앤캐시로 이적하였다.

### OK금융 시절
보상선수로 이적하면서 군대도 시즌이 끝난 후 가는거로 연기했다고 한다. 조국기와 함께 번갈아 출장하고 있는데, 주로 수비상황에서 출장한다.
2019년 2월 18일 상근예비역으로 입대하였다. 2020년 9월 22일에 제대하였다.

## 수상
- 2016-17 KOVO V-리그 남자부 베스트7 리베로
- 2017-18 KOVO V-리그 남자부 베스트7 리베로

## 출신 학교
- 벌교상업고등학교
- 한양대학교